# Здание гостиницы и ресторана «Яр»
Здание гостиницы и ресторана «Яр»  — исторический доходный дом в Москве на пересечении Кузнецкого Моста и Неглинной улицы. В этом здании в 1826 году был открыт популярный ресторан «Яр», который посещали А. С. Пушкин и другие видные деятели русской культуры. Позднее здание принадлежало братьям Третьяковым, по заказу которых было расширено и надстроено по проекту архитектора А. С. Каминского. Здание является ценным градоформирующим объектом.

## История
Часть бывшего обширного владения Волынских, затем Воронцовых, Бекетовых. В начале XIX века сторона владения, выходящая на Кузнецкий Мост, была разделена на три части и продана разным владельцам, одним из которых являлся купец О. Шарп. С 1812 года по конец 1830-х годов домом владел сенатский канцелярист Л. Шаван, который в 1823 году перестроил каменное двухэтажное здание, сохранив угловую скруглённую часть. В 1826 году в доме Шавана француз Транкиль Ярд (Яр) открыл гостиницу и известный ресторан французской кухни «Яр». Ресторан Ярда неоднократно посещал А. С. Пушкин, а 27 января 1831 года он вместе с Е. А. Баратынским, П. А. Вяземским и Н. М. Языковым поминал здесь скончавшегося поэта А. А. Дельвига. Пушкин посвятил ресторану «Яр» строчки одного из своих стихотворений: 
Долго ль мне в тоске голодной пост невольный соблюдать и телятиной холодной трюфли Яра поминать?
Обед у Яра упоминается в «Былом и думах» А. И. Герцена. В этом же ресторане происходят отдельные эпизоды повести Л. Н. Толстого «Юность» и рассказа И. С. Тургенева «Несчастная». В гостинице Ярда останавливались декабрист П. А. Голицын, поэты Н. М. Сатин и Н. П. Огарёв. С последними здесь в 1846 году встречались Т. Н. Грановский и А. И. Герцен. В 1830-х годах Ярд перевёл свой ресторан сначала на Петровку (дом № 5, не сохранился), а позднее в Петровский парк на Петербургском шоссе. После Ярда в доме работала гостиница Будье с рестораном при ней, также известным своей французской кухней. С 1838 года домом владел портной И. Сатиас, затем Рудаков. В это же время здесь располагались магазины и лавки: популярный французский магазин платьев и тканей «Город Лион», лавка придворного парфюмера Л. Бунса, книжная лавка с библиотекой И. И. Готье, которую посещал Л. Н. Толстой. Одних только портновских фирм в доме было шесть — Лебур, Жорж Франк, Латрель, Мегрон, Болюс, Мари Арманд и «Le Montagne» В магазине «Le Montagne», принадлежащем французу Демонси, работала П. Гёбль, ставшая позднее женой декабриста И. А. Анненкова.

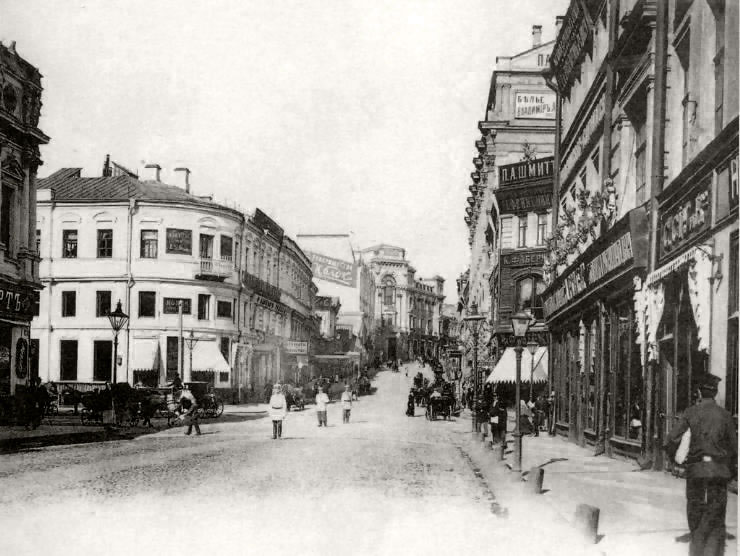
Вид здания в 1902 г. (слева)

В конце 1850-х годов владение перешло корнету В. А. Будакову. Во второй половине XIX века двухэтажное здание неоднократно перестраивалось и по частям было надстроено третьим этажом. В 1865 году здесь открылся книжный магазин с библиотекой для чтения издателя М. О. Вольфа. В середине 1870-х годов владение перешло братьям Павлу Михайловичу и Сергею Михайловичу Третьяковым, при которых в 1875 году по проекту архитектора А. С. Каминского к дому был пристроен трёхэтажный корпус по Неглинной улице, а в 1878 году тем же Каминским доходное здание было полностью перестроено. В результате дом приобрёл современный вид, с двумя выходящими на Неглинную и Кузнецкий Мост лицевыми корпусами. Для органичного соединения двух корпусов архитектор применил приём оформления фасада срезанным углом, использованный им и в других постройках (см. строения № 13/9, 10/8). Уличные фасады доходного дома декорированы в традициях классической архитектуры с её ордерными формами. Основным акцентом фасада по Кузнецкому Мосту является ризалит, подчёркнутый композицией из расположенных слоями (раскрепованных) массивных столбов. В доходном доме Третьяковых размещались магазины: нот и музыкальных инструментов П. И. Юргенсона, учебных пособий Брокманз, фарфора «Товарищества Братьев Корниловых», музыкальных инструментов фирмы «Братья Р. и А. Дидерикс», книжный магазин А. С. Суворина; «Светописное дагеротипное заведение», фотоателье «Шерер, Набгольц и Ко», редакция московского журнала «Фотографическое обозрение». Правый двухэтажный флигель был построен в 1882 году, и в нём разместился модный магазин Дж. Шанкса. В начале Первой мировой войны во флигеле работала кондитерская «Альберт», славившаяся своими бисквитами. В советское время флигель занимал предшественник Москомимущества — отдел нежилых помещений Мосгорисполкома.
Основное здание в советское время занимали Стромсиндикат, Всесоюзный кооперативный банк (Всекобанк), Промбанк, Академия коммунального хозяйства имени К. Д. Памфилова, редакция журнала «Театр».. В витринах работающего на первом этаже магазина «Консервы» в годы войны выставляли антифашистские плакаты — «Окна ТАСС». Начиная с 1950-х годов на углу здания несколько десятилетий работала химчистка «Снежинка», в настоящее время в её помещениях находится отделение «Альфа-банка». В 1961 году в правой части здания открылся филиал ЦУМа — магазин «Светлана». В 2000-х годах на этом же месте работал магазин сети «Арбат-Престиж». В 2007 году название магазина было изменено на «Svetlana», и в нём открылись бутики Alexander McQueen, Lanvin и Stella McCartney, однако в 2009 году нерентабельные бутики были закрыты, и на их месте разместился магазин марки Zara. До 2010 года в доме работал небольшой картографический магазин «Атлас». Здание отнесено к категории ценных градоформирующих объектов.